# Warnmarcks svenska vägbeskrivningar (1709)

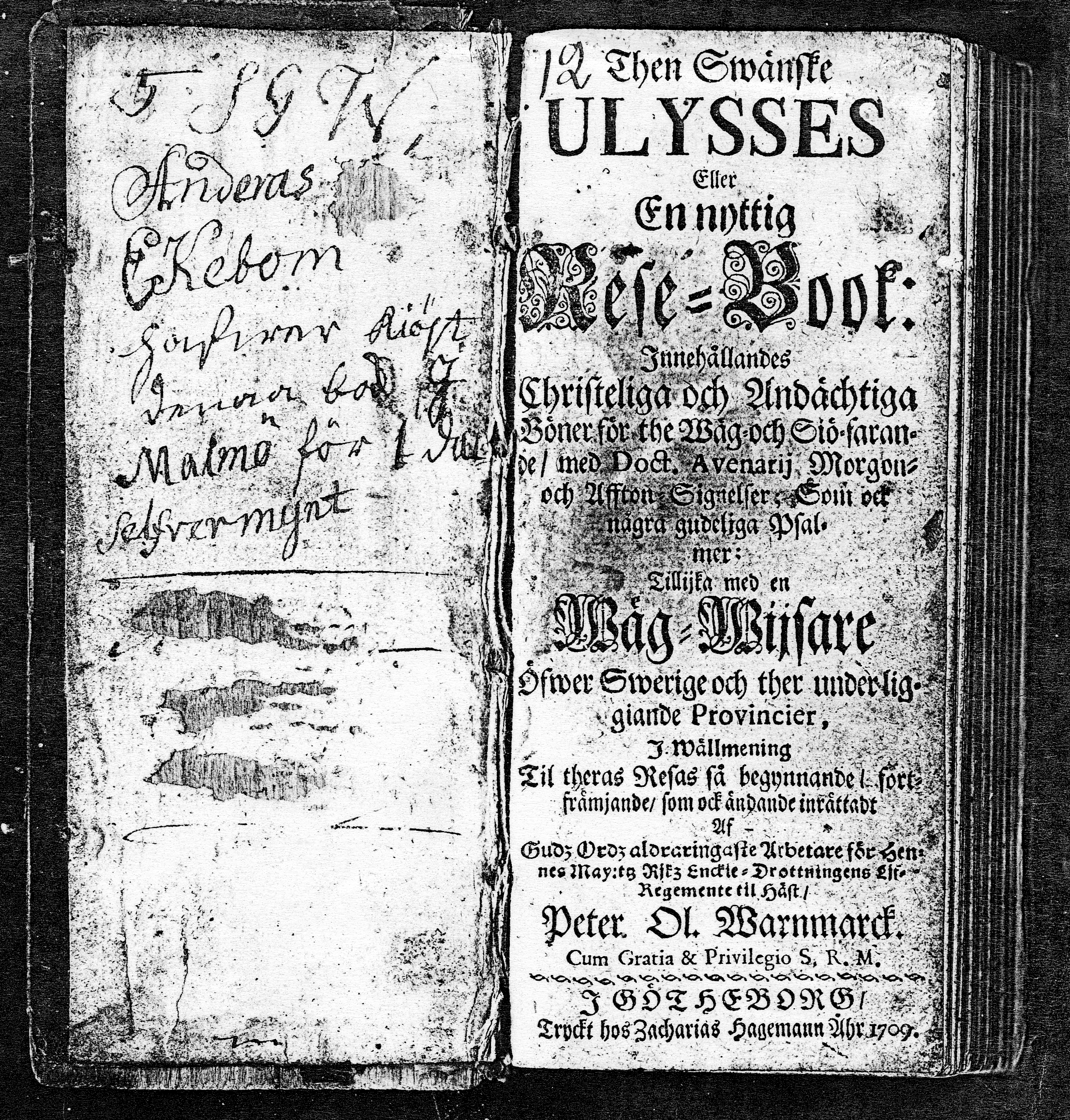
Bokens titelsida

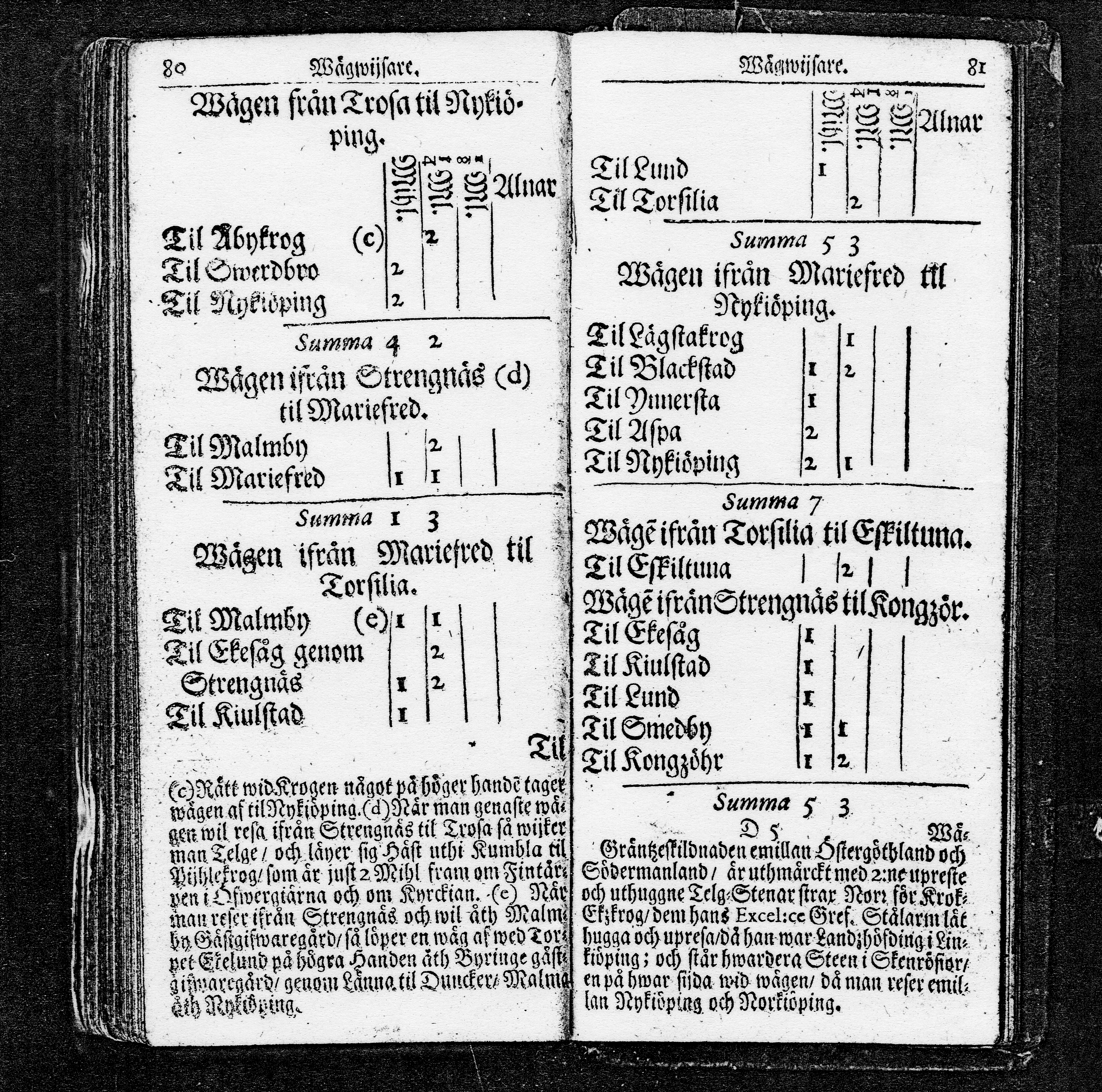
Exempel på bokens vägbeskrivningar

Peter Warnmarcks resehandbok är den första svenska detaljerade vägbeskrivningen, vilken utkom 1709 under titeln "Then Swänske ULYSSES Eller En nyttig Rese-Book". Boken har undertiteln "Innehållandes Christeliga och Andächtiga Böner för the Wäg- och Siö-farande med Doc. Avenarij Morgon- och Afton Signelser Som och några gudeliga Psalmer. Tillijka med en Wäg-Wijsare öfwer Swerige och ther underliggiande Provincier."
Boken, i ett för resenärer praktiskt långsmalt format (18 x 8 centimeter) är på 355 sidor. Författare är Peter Ol. Warnmarck (1665-1709), magister och regementspastor vid Hennes majestät Riksänkedrottningens livregemente till häst. Manuskriptet har förelegat tryckfärdigt redan 1707 då det blev genomläst och godkänd av "Consistorio Gothoburgensi" och av "Kongl. Cancellie Collegium". Två år senare trycktes den hos Zacharias Hagemanns tryckeri i Göteborg.
Boken är uppdelad i olika sektioner. Då boken är skriven av en pastor innehåller den givetvis många kristliga aspekter, inte minst böner att användas för olika sammanhang. Bokens första avdelning innehåller en mängd praktiska böner för resenären. Listan över dessa visar att det vid denna tid inte var helt lätt att färdas på vägarna och att många faror lurade.
Den andra boksektionen utgörs av själva vägvisaren med titeln "Wäg-Wisare Öfwer Sweriges Rijke Och thess Underliggiande Provincier med bijfogat Antiqviteter och märckwärdig Efftersyn uppå hwer Ordt". Peter Warnmarck har här i tabellform angivit alla befintliga skjutsställen samt det exakta avståndet dem emellan i antalet Mil, ¼ Mil, 1/8 Mil och alnar. I tabellen finns också kommentarer över vissa praktiska ting samt korta beskrivningar av vissa sevärdheter.
Den avslutande tredje boksektionen  är en återgivning av "Kongl. May: Krögare och Gästgifware Ordning öfversedd och förbättrat på Riijksdagen som hölls i Stockholm Åhr 1664".